# Hermann Lehr
Hermann Lehr (*  1943 oder 1944 in Wien; † 27. August 2018) war ein österreichischer Balletttänzer und Schauspieler. Ab 1968 war er Ensemblemitglied an der Volksoper Wien, wo er in mehr als 3000 Vorstellungen zu sehen war.

## Leben
Hermann Lehr studierte an der späteren Universität für Musik und darstellende Kunst Wien Tanz. Erste Engagements hatte er an der Kammeroper, am Wiener Burgtheater und bei den Salzburger Festspielen. Tourneen führten ihn unter anderem in die USA, durch Europa und nach Japan. Mit Oktober 1968 wurde er als Balletttänzer an die Wiener Volksoper engagiert, an der er bis zu seinem Tod Mitglied des Ensembles war und in über 3000 Vorstellungen auf der Bühne stand.
Rollen als Darsteller hatte er dort unter anderem als Tanzmeister in der Regimentstochter, als Lillas Pastia in Carmen, als Diesel und Gladhand und in der West Side Story, als Calvin in Guys and Dolls, als Stummer in Die Entführung aus dem Serail, als Lord Barrymore in Giuditta und als Leutnant in Das Land des Lächelns. Zuletzt stand er in der Saison 2017/18 in My Fair Lady als Butler James und in The Sound of Music als Baron Elberfeld auf der Bühne.
Hermann Lehr starb im August 2018 im 75. Lebensjahr. Er wurde in Höbersdorf bestattet. Er war mit Brigitte Lehr verheiratet, die ab 2005 den Kinder- und Jugendchor der Volksoper Wien aufbaute und seitdem leitet.